# Forêt Houlda
Pour les articles homonymes, voir Houlda et Herzl.

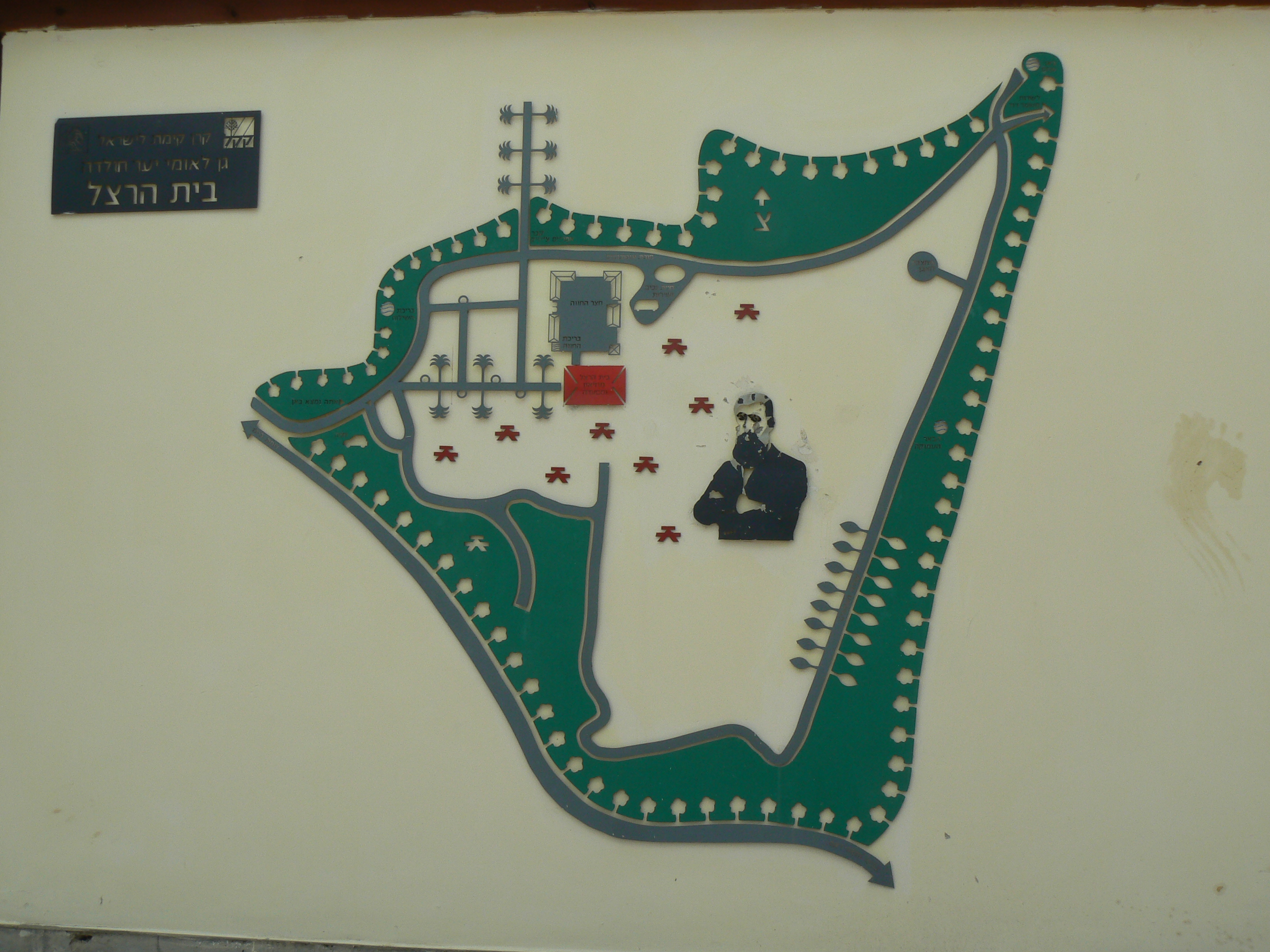
Carte de la forêt Houlda

La Forêt Houlda (hébreu : יער חולדה), appelée également Forêt Herzl, est située à l'est du kibboutz Houlda. Première forêt plantée en Israël par le FNJ, la forêt est fixée en 1907 en souvenir de Theodor Herzl, mort en 1904. Elle est composée des forêts de Ben Shemen et de celles de Houlda. La Forêt Houlda est principalement composée d'oliviers, financés par la Diaspora juive.